# Cultuurstrijd

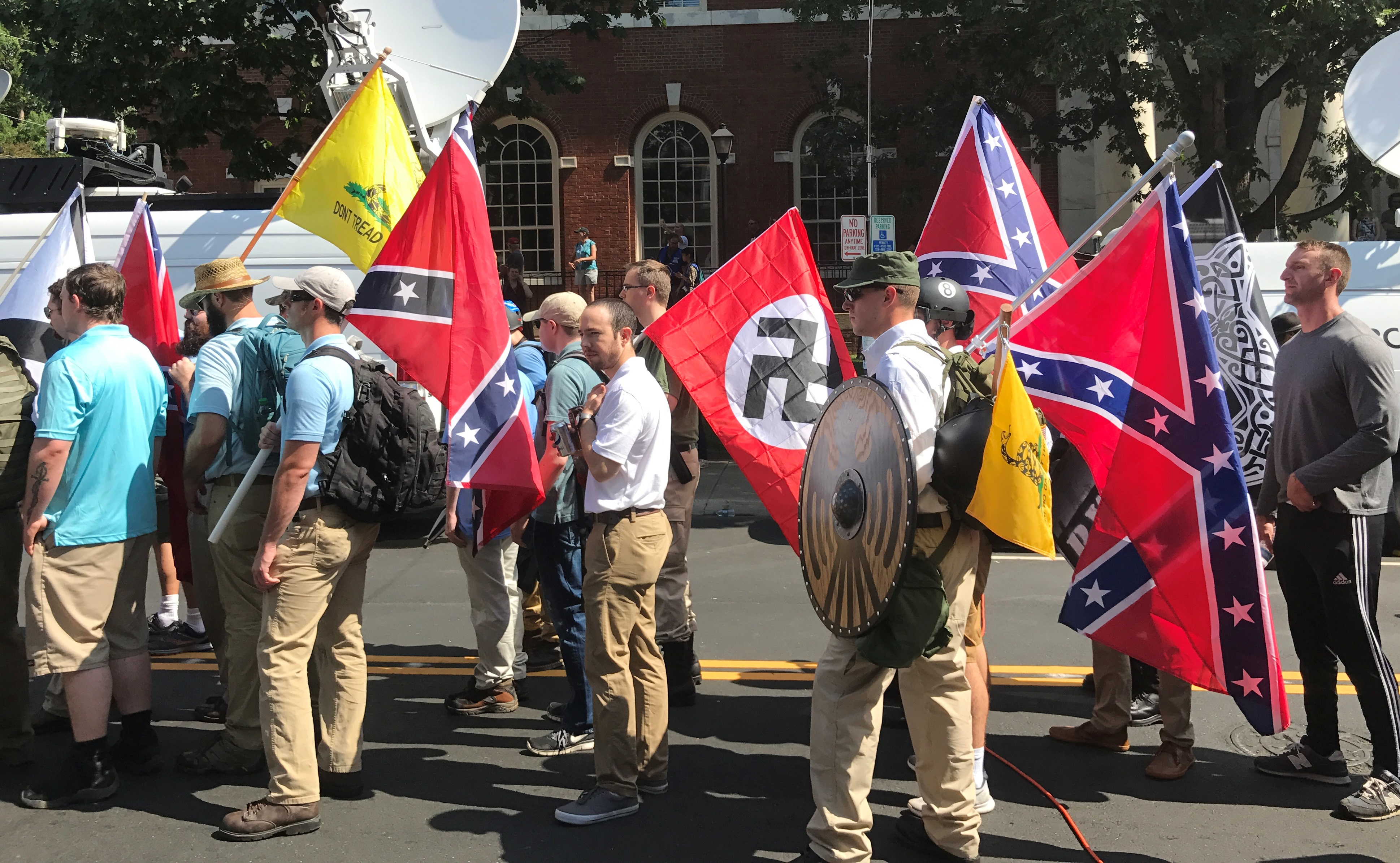
Leden van de Alt-Right bereiden zich voor om Emancipation Park binnen te stappen met nazi-, confederatie- en libertaire "Don't Tread on Me" vlaggen.

Cultuurstrijd (culture war, Kulturkampf) is de naam voor een politiek conflict tussen verschillende sociale groepen, die ieder streven naar culturele dominantie binnen een samenleving. Vaak gaat het om een conflict tussen een progressieve, seculiere of stedelijke groep, versus een conservatieve, religieuze of agrarische groep. De term (Kulturkampf) is oorspronkelijk afkomstig van de Duitse bioloog, schrijver en politicus Rudolph Virchow, waarmee deze verwees naar het conflict in de late negentiende eeuw om de Europese hegemonie, tussen de Pruisische regering van de protestant Otto von Bismarck en de Rooms-Katholieke Kerk.
De term cultuurstrijd (culture war) wordt tegenwoordig vooral gebruikt om te verwijzen naar een reeks politieke conflicten, die het Amerikaanse politieke landschap domineren sinds het einde van de 20ste eeuw. Discussies over onderwerpen zoals abortus, rechten van de LGBTQ+-gemeenschap, segregatie, pornografie, multiculturalisme en andere morele discussies over culturele praktijken vallen hieronder. De term wordt met name gebruikt door conservatieve analisten en er bestaat veel academische discussie over de accuraatheid van de term.

## Algemeen
Cultuurstrijd kan verwijzen naar een sociologische analyse van een gepolariseerde samenleving, vooral de Verenigde Staten, of een conservatieve politieke strategie om schijnbaar apolitieke conflicten voor te stellen als veldslagen in een groter conflict om "de ziel van de natie." In de sociologie verwijst 'cultuurstrijd' naar een politieke situatie, waarin zeer gepolariseerde groepen streven naar politieke dominantie. Er is veel academisch debat over de validiteit van deze hypothese.
Sinds de introductie van de term in de sociologie wordt deze vaak gebruikt door conservatieve politici om politiek te beschrijven als een conflict over de normen en waarden van een gemeenschap. Hier wordt 'cultuurstrijd' niet als descriptieve term gebruikt om een bepaalde politieke toestand te omschrijven, maar als een ideologisch denkkader. Conservatieve figuren, zoals president Donald Trump, worden ervan beschuldigd kleine culturele fenomenen te veranderen in grote politieke conflicten in plaats van te focussen op klassieke politieke problemen. Voorbeelden hiervan zijn de discussie rond het weghalen van standbeelden van generaals uit de Confederatie, de 'War on Christmas' en Gamergate.

## Amerikaanse context
De term werd voor het eerst in de Verenigde Staten gebruikt in de jaren twintig, waar het verwees naar het politieke conflict tussen progressieve stadsbewoners en conservatieve plattelandsbewoners. Door een grote immigratiestroom uit Europa in het begin van de 20ste eeuw, en een gestage economische groei en industrialisering was de Amerikaanse verstedelijking in een stroomversnelling gekomen. De grote steden zoals New York en Chicago kregen een ongeziene populatie en hadden een gigantische impact op de federale politiek.
De Amerikaanse cultuurstrijd viel aanvankelijk niet samen met de Amerikaanse politieke partijen. De Democraten en Republikeinen hadden nog geen omlijnde ideologie, maar vielen eerder samen met bepaalde regio's of belangengroepen. De ideologisering van het Amerikaans partijlandschap was een gestaag proces dat zich doorheen de twintigste eeuw heeft doortrokken door een reeks belangrijke politieke gebeurtenissen. Het 'New Deal'-programma van Democratische president Franklin Delano Roosevelt, de burgerrechtenbeweging van Zwarte Amerikanen in de jaren vijftig en zestig, de opkomst van het feminisme en het abortusdebat hebben allemaal geleid tot de hedendaagse polarisering.
De cultuurstrijd werd een belangrijk concept voor politieke analyses in de jaren zeventig en tachtig, met de opkomst van de neoconservatieve beweging. Alhoewel de term pas gepopulariseerd werd in de jaren negentig met het boek 'Culture Wars: The Struggle to Define America' van James Davidson Hunter, kwam het idee van de Amerikaanse politiek als een strijd om cultuur in omloop in de jaren tachtig, door toedoen van de regering-Reagan en de Moral Majority, een groep protestantse priesters en conservatieve opiniemakers. Deze Moral Majority sprak zich vooral uit tegen homoseksualiteit, gelijke rechten voor man en vrouw, abortus en de integratie van Amerikaanse scholen.
Hunter, een socioloog aan de universiteit van Virginia, stelde in zijn werk dat de Amerikaanse samenleving steeds meer gepolariseerd was geworden en was opgedeeld in een progressief en orthodox kamp. Deze groepen zouden quasi-gesegregeerd van elkaar leven en over steeds minder onderwerpen met elkaar een consensus vinden. Volgens geschiedkundige Kristin Kobes Du Mez was dit nieuwe discours van een culturele strijd een reactie op het einde van de Koude Oorlog en een noodzaak om de Amerikaanse politiek op een radicaal nieuwe manier te bekijken.
Vooral tijdens de regeringsperiodes van Clinton en Obama werden de Democraten er door conservatieve 
Republikeinen van beschuldigd de Amerikaanse cultuur te ondermijnen; deze Republikeinen spreken over de Amerikaanse politiek als "een strijd om de Amerikaanse ziel."
Recentelijk gebruiken meer neutrale of zelfs progressieve commentatoren de term om te verwijzen naar de politieke strategie die geassocieerd wordt met Donald Trump en de Alt-Right. Volgens communicatiewetenschapper Whitney Phillips gebruiken hedendaagse conservatieven het beeld van een cultuurstrijd als een retorische truc. Steeds vaker wordt volgens haar gefocust op kleine culturele conflicten, die worden uitvergroot als veldslagen in een bredere culturele strijd om de ziel van Amerika. Een treffend voorbeeld hiervan is Gamergate, een online conflict dat ontstond over onderwerpen als diversiteit en ethiek in videogames, en dat vaak als het startpunt wordt gezien van de Alt-Rightbeweging

## Europese context

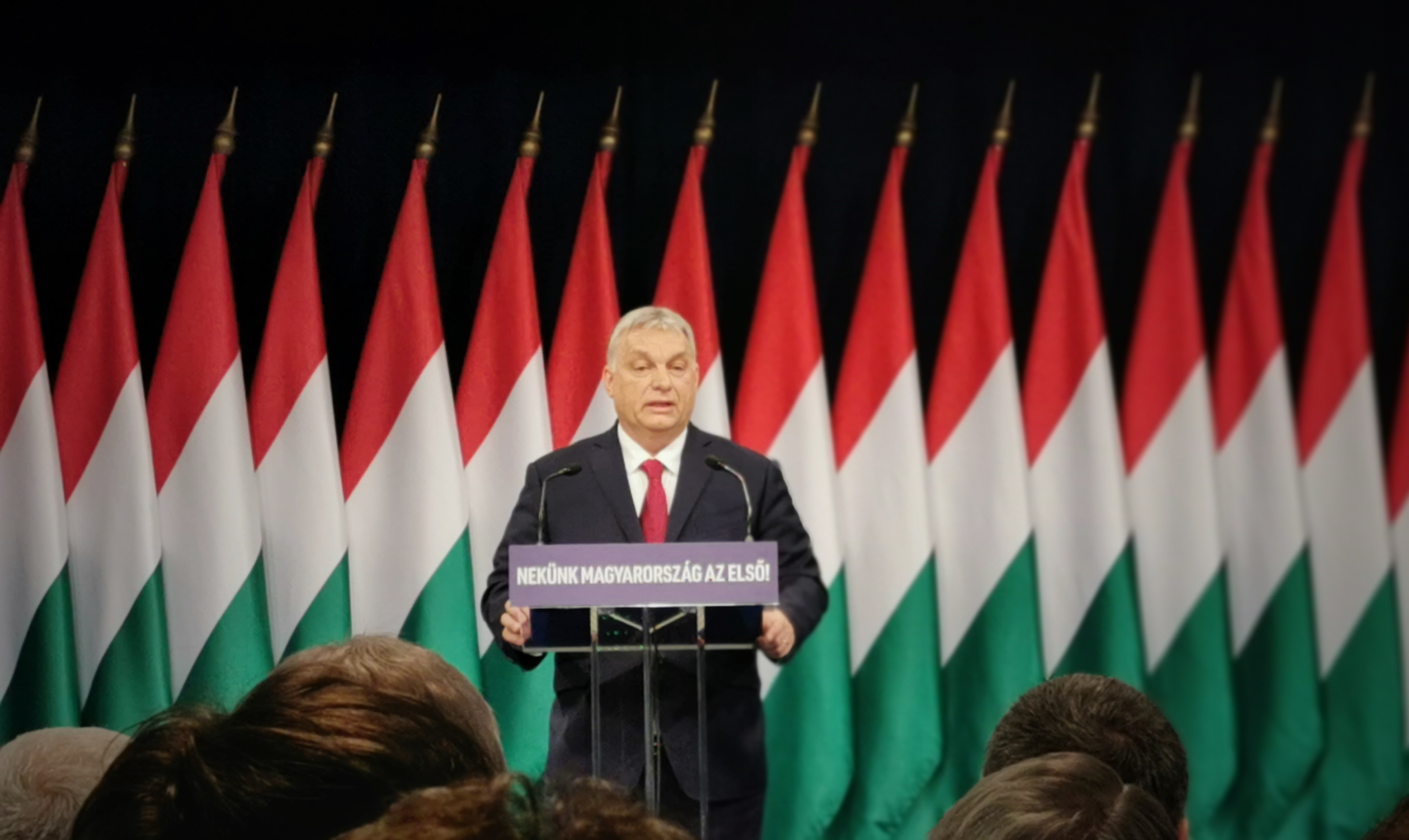
In Europa is Viktor Orbán een van de grootste aanhangers van de cultuurstrijd.

Als sociologische theorie is de cultuurstrijd een these die na het jaar 2000 aan populariteit wint in een Europese context. Er wordt in de meeste landen echter de voorkeur gegeven aan de term polarisatie. Het verschil tussen polarisatie en cultuurstrijd is dat polarisering vrijwel uitsluitend een pejoratieve bijklank heeft en wordt gezien als een politiek probleem. De cultuurstrijd is daarentegen een neutrale beschrijving van een politieke evolutie en wordt zelden als een negatieve evolutie gezien, maar als een noodzakelijke strijd om "de ziel van de natie."
Sinds de opkomst van Donald Trump worden conservatieve, Europese politieke partijen er van beschuldigd de term 'cultuurstrijd' te gebruiken om progressieve tegenstanders af te schilderen als vijanden van het gewone volk. In Oost-Europa zijn de 'Recht en Rechtvaardigheid'-partij in Polen, Viktor Orbán in Hongarije, Aleksandar Vučić van Servië en Janez Janša uit Slovenië hier allemaal van beschuldigd. In West-Europa zijn er soortgelijke klachten tegen Boris Johnson in het Verenigd Koninkrijk, de N-VA en het Vlaams Belang in België en Forum voor Democratie en Partij voor de Vrijheid in Nederland.

## Kritiek en controverse
Zowel op de cultuurstrijd als sociologische these als op de politieke, polariserende strategie, is de afgelopen jaren veel kritiek gekomen.

### Twijfelachtige validiteit
Er woedt een groot wetenschappelijk debat over de validiteit van de claim dat er een cultuurstrijd aan de gang zou zijn. In een reeks debatten met Hunter stelde de politieke wetenschapper Alan Wolfe dat de cultuurstrijd een inaccurate beschrijving was van de politieke opvattingen van de gemiddelde Amerikaan. Hij stelde dat de meeste Amerikanen juist grotendeels dezelfde opvattingen hebben en slechts op enkele vlakken verdeeld zijn. Het idee van twee radicaal gescheiden kampen zou enkel toepasbaar zijn op een beperkte politieke elite.
Een meta-analyse van opiniepeilingen tussen 1992 tot 2012, die gepubliceerd werd in de American Political Science Review, leidde tot de conclusie dat de opinie van kiezers over culturele onderwerpen niet gevormd wordt door hun trouw aan een politieke partij of hun religieuze overtuiging. De conclusie was juist dat mensen hun politieke of religieuze affiliatie aanpassen op basis van culturele problemen, die sterk aanwezig zijn in de actualiteit.

### Slachtoffer-narratief
Sommige commentatoren stellen dat het idee van een cultuurstrijd vooral in stand wordt gehouden door reactionaire, conservatieve en extreemrechtse politieke partijen en verenigingen om zichzelf te kunnen karakteriseren als de slachtoffers van een progressieve elite. Het doel van deze politieke strategie zou zijn om een in-groep en uit-groep te creëren. E. J. Dionne stelt dat het begrepen moeten worden als een electorale truc om de verkiezingen een extra gevoel van belangrijkheid te geven.
Socioloog Scott Melzer stelt dat het doel van de retoriek rond een cultuurstrijd is om de conservatieve kiezer een gevoel van slachtofferschap aan te praten. Een progressieve elite zou "de gewone man" achterstellen door privileges te geven aan minderheden zoals immigranten, de LGBTQ+-gemeenschap, vrouwen, mensen van buitenlandse origine en de armen. Melzer concludeert dus dat het bedoeld is om de kiezer angst aan te jagen tegen al deze groepen.
Volgens politicologen Matt Grossmann en David A. Hopkins bestaat er een ongelijkheid (asymmetrie in uitgangspunten) tussen de twee Amerikaanse partijen, die weerspiegeld wordt in het discours rond de cultuurstrijd. Volgens hen zijn de Republikeinen een ideologische beweging, maar de Democraten eerder een coalitie van verscheidene sociale belangengroepen met overlappende doelen. Daarom hebben de Republikeinen er meer baat bij om politiek voor te stellen als een nulsomspel tussen twee onverzoenbare alternatieven.
Ten slotte wordt de retoriek van polarisatie vaak gebruikt in extreemrechtse samenzweringen. Zo beschrijven sommige antisemieten de politiek als een cultuurstrijd tussen "het witte ras" en een geheime Joodse elite. Varianten bestaan hierop met een cultuurmarxistische of oikofobe elite.